# Сорокин, Михаил Дмитриевич
Михаил Дмитриевич Сорокин (09.11.1882—?) — полковник Генерального штаба, участник Русско-японской, Первой мировой и Гражданской войн, участник Галлиполийского сидения, один из учредителей Общества Галлиполийцев.

## Биография
Михаил Дмитриевич Сорокин родился 9 ноября 1882 г. в семье саратовских мещан, православный. Образование получил в Саратовском Александро-Мариинском реальном училище. Окончил Московское военное училище в 1903 г. по 1-му разряду, выпущен подпоручиком в 11-й Восточно-Сибирский стрелковый полк. Участник Русско-японской войны 1904-05 годов, был взят в плен раненым 18.04.1904 г. при Тюренчене. Поначалу считался погибшим и исключён из списков 08.05.1904 г., восстановлен в списках 04.06.1904 г., состоял под покровительством Александровского комитета попечения о раненых.
Вернулся из плена 10 ноября 1905 года, прибыв во Владивосток на судне «Ярославль».
Высочайшим приказом 20 ноября 1906 г. произведен в поручики со старшинством 10.08.1906 г.
На 01.01.1908, 01.01.1909,
01.01.1910 и 01.11.1913 г. состоял в 11-м Сибирском стрелковом Ея Величества Государыни Императрицы Марии Федоровны полку. В дальнейшем в 1914 году окончил Николаевскую военную академию Генерального штаба (2 класса). Участник Первой мировой войны, в боях был ранен. Капитан (ст.10.08.1911). 22 декабря 1915 г. причислен к Генеральному штабу. На 14.07.1916 г. в том же чине и полку. Переведён в Генеральный штаб (ВП 14.07.1916 г.) с назначением старшим адъютантом штаба 35-го армейского корпуса (14.07.1916-18.02.1917 гг.). На 03.01.1917 г. в том же чине (ст. 10.08.1910 г.) и должности. Помощник старшего адъютанта отдела генерала-квартирмейстера штаба 2-й армии (ВП 18.02.1917 г.). И.д. начальника контрразведовательного отделения штаба 2-й Варшавской армии (с 26.07.1917 г.).

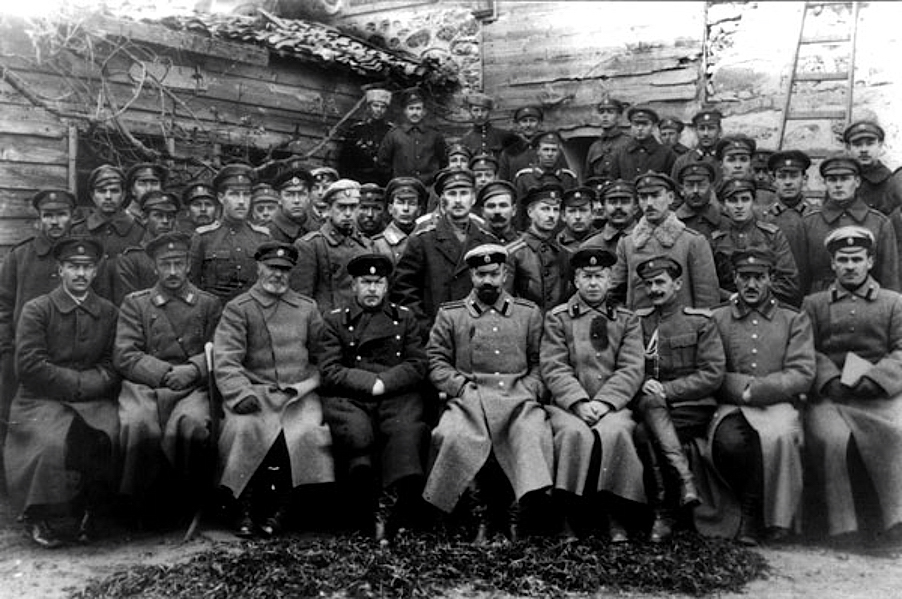
Командование и штаб 1-го Армейского корпуса перед отъездом из Галлиполи, 15.12.1921 г. Сидит в 1-м ряду в центре Кутепов А. П.; по левую руку от Кутепова сидят: Сорокин М. Д., Иваницкий К. А., NNN, Мащенко П. Я., по правую руку от Кутепова сидят:
Штейфон Б. А.

В Добровольческой Армии и ВСЮР в составе управления генерал-квартирмейстера штаба Командующего ВСЮР, с 2 августа 1919 г. старший адъютант отдела генерал-квартирмейстера штаба Добровольческой Армии ВСЮР, на 23 октября и 19 ноября 1919 г. — старший адъютант оперативного отделения штаба Добровольческой Армии ВСЮР. Служил в Русской Армии до эвакуации из Крыма.
С 1 января 1920 г. непрерывно находился при А. П. Кутепове в штабе управления 1-го армейского корпуса в Галлиполи. Значится в «Списке офицеров Генерального штаба Русской армии генерала барона П. Н. Врангеля к 5(18) октября 1920 г.»
Являлся одним из 18 учредителей Общества Галлиполийцев, подписавших Устав Общества 22 ноября 1921 года, член временного Совета Общества Галлиполийцев.
По окончании Галлиполийского сидения в составе штаба 1-го Армейского корпуса под командованием А. П. Кутепова эвакуирован в Болгарию, откуда в апреле 1922 года в составе 58 офицеров, в том числе 35 генералов, был депортирован в Королевство Сербов, Хорватов и Словенцев (Югославия), где участвовал в управлении всеми частями, расположенными в Югославии. С августа 1923 года являлся начальником штаба (начальник канцелярии) командира 1-го Армейского корпуса А. П. Кутепова.
C 1 марта 1924 г. приглашён на должность секретаря и казначея Общества офицеров Генерального штаба в Королевстве СХС. С 1 июня 1924 г. освобождён от несения служебных обязанностей, а с 1 октября 1924 г. выведен за штат штаба главнокомандующего. Получил назначение начальником штаба к генералу Ф. Ф. Абрамову в Болгарию. На 1 октября 1924 г. начальник штаба начальника всех частей и управлений в Болгарии Ф. Ф. Абрамова. 9 ноября 1924 г. участвовал в чрезвычайном съезде представителей Общества Галлиполийцев в Белграде. До осени 1925 г. находился в прикомандировании к 1-й Галлиполийской роте в Болгарии. Исключен со службы 01.02.1926 г. Эмигрант в Болгарии, к 1931 г. председатель правления Союза русских офицеров в Болгарии (в Русе).

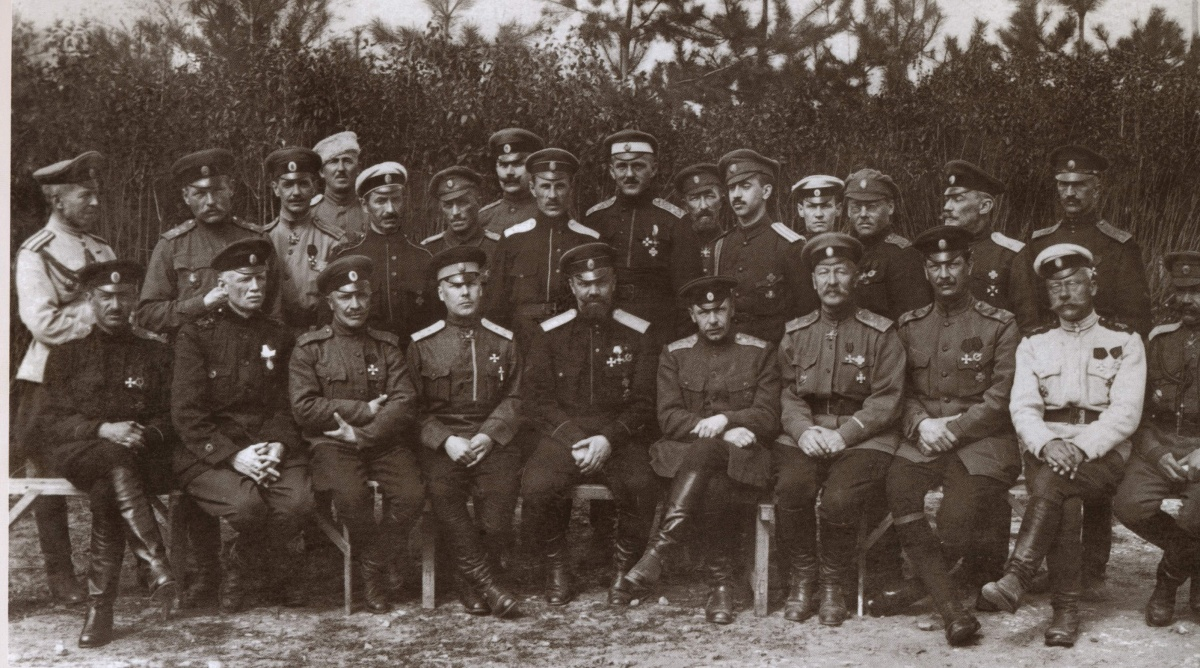
Командование, штаб и командиры частей 1-го армейского корпуса в Болгарии. Велико-Тырново, 2 апреля 1922 г. Сидят (слева направо):
генерал-майор Ерогин Л. М., генерал-майор Ползиков М. Н., генерал-майор Фок А. В., генерал-лейтенант Витковский В. К., генерал от инфантерии Кутепов А. П., генерал-майор Штейфон Б. А., генерал-лейтенант Репьев М. И., генерал-майор Баркалов В. П., генерал-майор Икишев С. М., генерал-майор Буров П. Н.; Стоят: полковник Сорокин М. Д., генерал-майор Казьмин Н. А., полковник Грибовский Р. И., генерал-майор Зинкевич М. М., генерал-майор Пешня М. А., генерал-майор Борисевич И. Т., полковник Сухарев Б. А., генерал-майор Скоблин Н. В., генерал-майор Туркул А. В., полковник Христофоров Е. И., полковник Бредов Ф. Э., капитан Дончиков В. Н., д-р Трейман, генерал-майор Градов А. П., генерал-майор Эрдман П. Н.

- Чины:[5][28][29][30][31]

В службу вступил 10.09.1901 г.
09.08.1903 г. — подпоручик (ст. 10.08.1902 г.)
20.11.1906 г. — поручик (ст. 10.08.1906 г.)
191x г. — штабс-капитан (ст. 10.08.1910 г.)
191x г. — штабс-капитан гвардии (ст. 10.08.1911 г.)
191x г. — капитан (ст. 10.08.1911 г.) (дарование старшинства с 10.08.1910 г.(2-е доп. к ВП 15.08.1916 г.; на основании прик. по воен. вед. 1916 г. № 379, 483 и 535))
1917 г. — подполковник
1920 г. — полковник

## Награды
- Орден Святой Анны 4-й степени «За храбрость» — Высочайший Приказ от 2 марта 1907 г.
- Орден Святой Анны 3-й степени с мечами и бантом — 14.02.1917 г.[32][33]
- Орден Святой Анны 2-й степени — 06.08.1915 г.[34]
- Орден Святого Станислава 3-й степени с мечами и бантом
- Орден Святого Станислава 2-й степени — 1912 г.
- Орден Святого Станислава 2-й степени, мечи к ордену — 05.08.1916 г.[35]
- Орден Святого Владимира 4 степени с мечами и бантом — 1905 г.
- Военный крест (Великобритания) — 23.02.1916 г.[36]